# Yellowface (roman)
"Yellowface" este un roman satiric publicat în anul 2023 de către autoarea R.F. Kuang⁠(d). Cartea a fost descrisă ca o satiră a diversității rasiale din industria editorială, precum și o auto-referință literară despre rețelele sociale, în special Twitter.

## Scriere și dezvoltare
Kuang a început să scrie romanul Yellowface în anul 2021, într-un context marcat de discuții privind diversitatea și reprezentarea în industria editorială. Ea a redactat prima variantă a lucrării pe parcursul câtorva luni, inspirându-se din propriile experiențe ca autoare asiatică-americană, cum ar fi faptul că i s-a spus că succesul său se datorează în mare măsură sau în totalitate statutului de „autor simbolic”.
La lecturarea unor fragmente din prima variantă a manuscrisului, agentul literar al lui Kuang a fost inițial reticent față de proiect, exprimând îngrijorări legate de conținutul acestuia, care ar putea fi perceput drept o critică virulentă la adresa industriei editoriale. În ciuda acestor rezerve, Kuang a insistat asupra importanței continuării lucrării, iar, în final, aceasta a fost publicată de prestigioasa editură HarperCollins.

## Sinopsis
June Hayward, o tânără autoare ce nu avea succes, se regăsește ca fiind singura martoră la moartea fostei sale colege de clasă și prietene ocazionale, Athena Liu, o autoare chineză-americană aflată în vârful industriei literare. Hotărându-se să se prezinte drept cea mai bună prietenă a autoarei, June începe să editeze și să rescrie manuscrisul nepublicat al Athenei, un roman despre muncitorii chinezi din Primul Război Mondial. Pe măsură ce modifică tot mai mult din draft, June începe să simtă un sentiment de proprietate asupra romanului și decide să-l publice sub propria ei semnătură. După ce depune manuscrisul, este imediat bine primită de către editori și i se oferă un avans considerabil. Pentru a evita controversele, publică cartea sub un nume care sună a fi asiatic (Juniper Song, combinația dintre prenumele și al doilea prenume) și realizează fotografii de autor în care apare într-o manieră ambiguă din punct de vedere rasial. În ciuda eforturilor de a se prezenta drept asiatică, succesul romanului este înconjurat de controverse, iar June se confruntă repetat cu acuzații de apropriere culturală și plagiat pe Twitter. În curând, cineva amenință să dezvăluie secretele sale la nivel global. Ce va face June în continuare?

## Părerile critice

### Recenzii
Conform Book Marks, cartea a primit un consens „pozitiv” pe baza a paisprezece recenzii de critică: șapte „entuziaste”, două „pozitive”, una „mixtă” și patru „negative”.
Kirkus Reviews a caracterizat cartea drept „o critică rapidă și ascuțită a industriei editoriale”, însă a observat că, în anumite momente, aceasta ar fi lipsită de nuanță. The Guardian a afirmat că „Kuang livrează un raport extrem de captivant despre un îndrăzneț jaf literar.” The New York Times a acordat o recenzie pozitivă, dar rezervată, etichetând-o drept „vicios de satisfăcătoare”, dar „prea evidentă” și excesiv de directă. NPR a evaluat Yellowface favorabil, descriindu-l ca „un roman bine executat, captivant și cu un ritm alert”. The Chicago Review of Books a evidențiat că „punctele forte ale lucrării sunt tonul întunecat și plin de umor al lui Kuang, criticile aduse industriei editoriale și exploatării culturale, precum și natura consumatoare a personajelor de pe internet”. The Washington Post a emis o recenzie critică, subliniind că personajul June este inconsistent și lipsit de profunzime, în timp ce reprezentările industriei editoriale sunt superficiale și depind prea mult de replicarea discuțiilor de pe Twitter în text.

### Premii și onoruri
În 2023, Yellowface a fost desemnat de către Libro.fm unul dintre primele 10 audiobookuri ale anului, iar revista Time l-a inclus în prestigioasa sa listă „100 de cărți esențiale de citit în 2023”. În plus, lucrarea a fost recunoscută drept „Cartea Anului” de către Amazon, subliniind impactul său semnificativ în lumea literară.